# Zamarada musomae
Zamarada musomae är en fjärilsart som beskrevs av Leif Aarvik och Bjornstadt. Zamarada musomae ingår i släktet Zamarada och familjen mätare. Inga underarter finns listade i Catalogue of Life.